# Clusia hylaeae
Clusia hylaeae là một loài thực vật có hoa trong họ Bứa. Loài này được Pipoly mô tả khoa học đầu tiên năm 1997.